# Japanische Invasion Taiwans
Die japanische Invasion Taiwans fand zwischen dem 29. Mai und dem 21. Oktober 1895 statt. Sie war ein Konflikt zwischen dem japanischen Kaiserreich und der Republik Formosa. Nach dem ersten japanisch-chinesischen Krieg, den China verloren hatte, trat dieses im Vertrag von Shimonoseki diverse Territorien, darunter Taiwan, das damals noch Formosa genannt wurde, an Japan ab. Ein Teil der Bevölkerung Formosas war jedoch nicht damit einverstanden, von Japan regiert zu werden. Am 25. Mai 1895 riefen Mitglieder der bisherigen Provinzverwaltung Taiwans und Angehörige der taiwanischen Oberschicht die Republik Formosa aus. Zum Präsidenten wurde der aus Festlandchina stammende Tang Jingsong, der bisherige Gouverneur der Provinz, bestimmt. Die Republik war zu keinem Zeitpunkt demokratisch legitimiert und verfolgte nicht das Ziel einer langfristigen Unabhängigkeit, sondern sollte dem Zweck dienen, Zeit zu gewinnen, um ausländische Mächte zur Intervention gegen Japan zu bewegen. Mittelfristig war das Ziel die schnellstmögliche Wiedereingliederung in das Chinesische Kaiserreich. Japan entsandte kurz darauf Truppen nach Taiwan um seinen Anspruch auf das Territorium der Insel durchzusetzen. Nach mehreren Kämpfen zwischen den japanischen und formosanischen Truppen löste sich die Republik Formosa auf und Japan erlangte die Kontrolle über Taiwan.

## Der Verlauf der Invasion

### Vorbereitungen in Formosa
Im März 1895, während des japanisch-chinesischen Krieges, eroberte Japan die Penghu-Inseln, die ca. 50 Kilometer vor der Westküste Taiwans liegen. Diese Aktion der Japaner versetzte die Obrigkeiten in Formosa in hohe Alarmbereitschaft. Rasch wurden Geld und Ausrüstung vom chinesischen Festland auf die Insel gebracht, da man damit rechnete, dass Japan Formosa als Nächstes angreifen würde. Viele Bewohner der Insel wurden zum Kriegsdienst aufgeboten. Es wurden auch Rekrutierungsbüros eröffnet, in denen sich jeder Bewohner freiwillig für die Armee melden konnte. Der Großteil der regulären Truppen der Republik bestand jedoch nicht aus Taiwanern, sondern aus Soldaten vom chinesischen Festland, zumeist aus Guangdong, da es die Politik der bisherigen Qing-Regierung gewesen war, die Armee auf Taiwan nicht aus Taiwanern zu rekrutieren, um Aufständen gegen die Qing-Herrschaft vorzubeugen. Diese Truppen verfügten über keine lokale Bindung zu Taiwan, was sich in einer äußerst niedrigen Kampfmoral in den anstehenden Gefechten mit den Japanern niederschlagen sollte. Mitglieder dieser zusammengewürfelten Truppe, in der Wenige eine militärische Ausbildung hatten, begannen bald, die Städte unsicher zu machen. Die „Soldaten“ verboten eigenhändig die Ausreise von der Insel und zettelten Schießereien in den Straßen von Taipeh an. Die Situation wurde so angespannt, dass Großbritannien, das Deutsche Reich und die Vereinigten Staaten Kriegsschiffe und Truppen entsandten, um ihre Konsulate und Handelsinteressen auf Formosa zu schützen. Als Reaktion auf die formelle Übergabe Taiwans durch China an Japan Mitte April 1895 riefen Mitglieder der bisherigen Provinzregierung und Angehörige der taiwanischen Oberschicht am 25. Mai 1895 in Taipeh die Republik Formosa aus. Dies erkannte Japan nicht an und begann einige Tage später mit der Invasion der Insel Taiwan.

### Beginn der Kämpfe
Am 29. Mai 1895 landeten die ersten japanischen Truppen im Norden Taiwans, nahe der Stadt Keelung. Dort lieferten sie sich erste Scharmützel mit lokalen Truppen, die sie rasch in die Flucht schlugen. In den folgenden Tagen brachten die Japaner ca. 12.000 Soldaten der Gardedivision, sowie Pferde, Munition und weitere Ausrüstung auf die Insel. Diese Armee setzte sich in Richtung Keelung in Bewegung. Unterwegs geriet sie in mehrere Gefechte mit formosanischen Truppen und eroberte die Dörfer, die auf ihrer Route lagen. Währenddessen verlegte das formosanische Militär Truppen von Taipeh nach Keelung, um den anrückenden Japanern Einhalt zu gebieten. Obwohl die Truppenstärken der beiden Kontrahenten ungefähr gleich waren, war die folgende Schlacht um Keelung eine sehr ungleiche, unter anderem weil die Verteidiger nach wie vor mit der bereits erwähnten Disziplinlosigkeit unter ihren eigenen Truppen zu kämpfen hatten. Offiziere wurden umgebracht und die Soldaten plünderten Teile der Stadt. Mit der Unterstützung mehrerer Schlachtschiffe, die den Hafen bombardierten, stürmten die Japaner am 3. Juni Keelung. Die Leichtigkeit, mit der die Einnahme der Stadt gelang, zeigte sich an den Opferzahlen der beiden Seiten: 3 japanische Soldaten getötet, 25 verletzt; 250 formosanische Soldaten getötet. Der Rest der formosanischen Armee floh in den nahegelegenen Ort Twatutia im Landesinneren.

### Niedergang der Republik

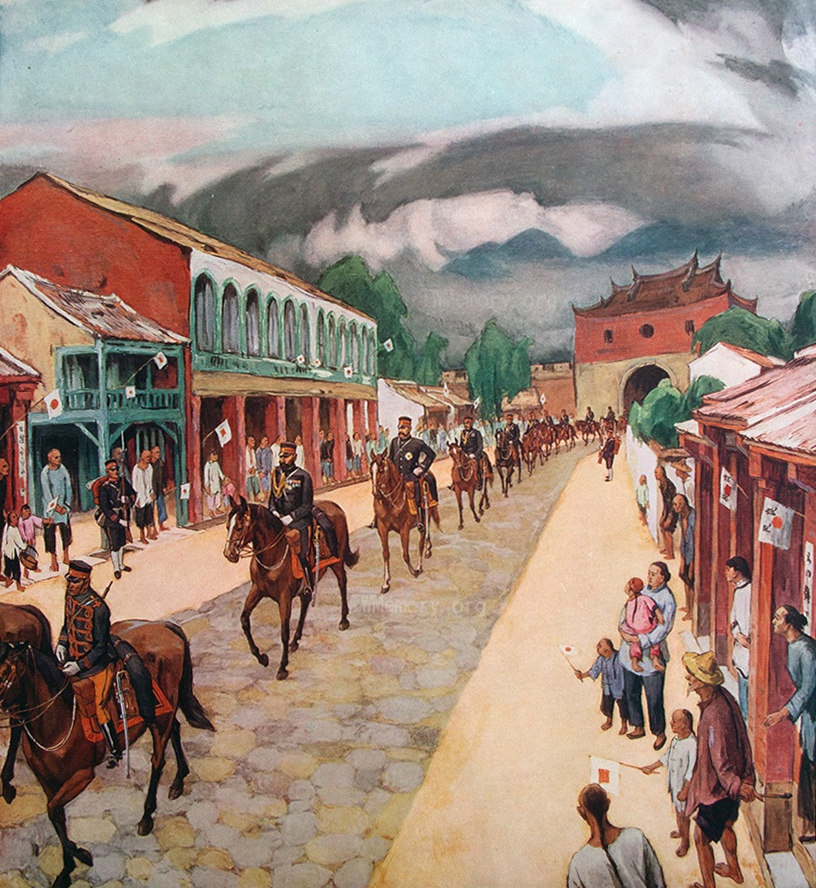
Japanische Truppen besetzen Taipeh, 7. Juni 1895

In Taipeh, der Hauptstadt der Republik Formosa, erkannte der Präsident Formosas, Tang Jingsong, dass seine Truppen den Japanern wenig entgegenzusetzen hatten. Am 5. Juni verteilte er große Summen aus der Staatskasse unter seine Wachen und verließ Taiwan nach nur 12 Tagen Amtszeit und floh an Bord eines deutschen Dampfschiffes auf das chinesische Festland. Als diese Nachricht die örtlichen Truppen erreichte, brach in Taipeh Anarchie aus. Die aus Guangdong stammenden Soldaten brannten den Yamen des Präsidenten nieder, plünderten den Rest der Staatskasse und griffen die Bewohner der Stadt an. In Twatutia bot sich ein ähnliches Bild. Dort plünderten die Soldaten unter anderem das Arsenal und verkauften das Diebesgut in der Stadt. Die Japaner hatten keine Kenntnis von diesen Ereignissen und rechneten mit einer großen Garnison formosanischer Truppen in Taipeh, weswegen sie nur langsam auf die Stadt vorrückten. Sie wurden von Angestellten im Dienst der deutschen und britischen Handelsgesellschaften auf die tatsächliche Situation in der Hauptstadt aufmerksam gemacht. Diese waren von den Handelsgesellschaften eigenmächtig entsandt waren, weil jene sich durch die japanische Armee die Beseitigung der Anarchie in Taipeh erhofften. Als sie erfuhren, dass Taipeh ohne wesentliche Verteidigung war, schickten die Japaner am 7. Juni eine Vorhut aus 500 Mann in die Stadt. Innerhalb nur eines Tages vertrieb diese Truppe die Plünderer aus der Stadt und besetzte sie. Von den Bürgern Taipehs, erleichtert über die Vertreibung der marodierenden Soldaten, wurden die Japaner stellenweise wie Befreier empfangen. Am Tag darauf fiel auch Tamsui an der Westküste an die Japaner. Am 17. Juni feierten die Japaner den offiziellen Beginn ihrer Herrschaft auf Taiwan unter Kabayama Sukenori. Doch im Inneren und im Süden des Landes leisteten formosanische Milizen und Truppen unter der Führung von Liu Yongfu nach wie vor Widerstand.

### Vordringen in den Süden

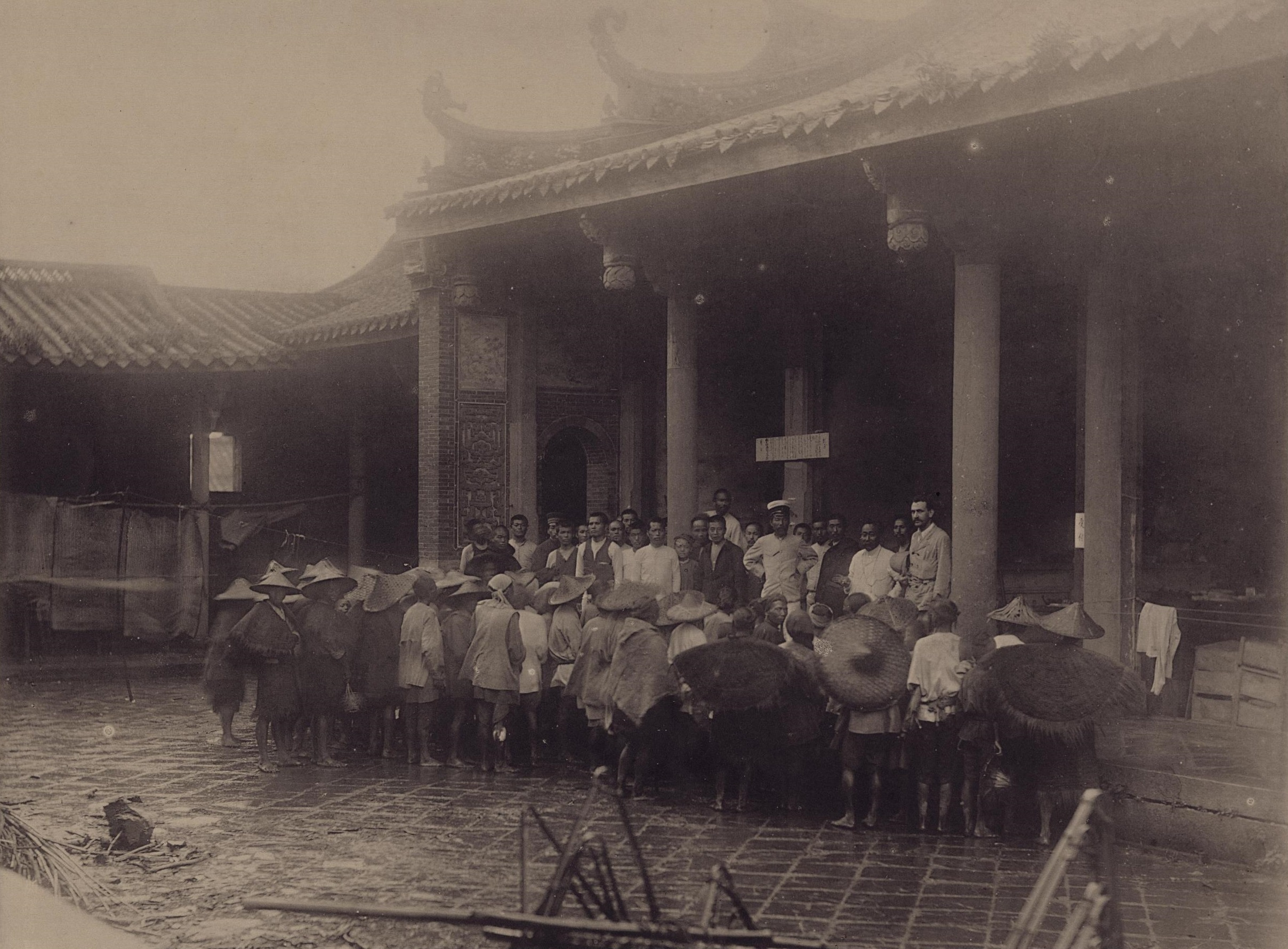
Ein japanischer Militärdolmetscher gibt den chinesischen Trägern im Konfuziustempel in Hsinchu Befehle. James W. Davidson, ein Kriegsberichterstatter für den New York Herald, war ebenfalls anwesend.

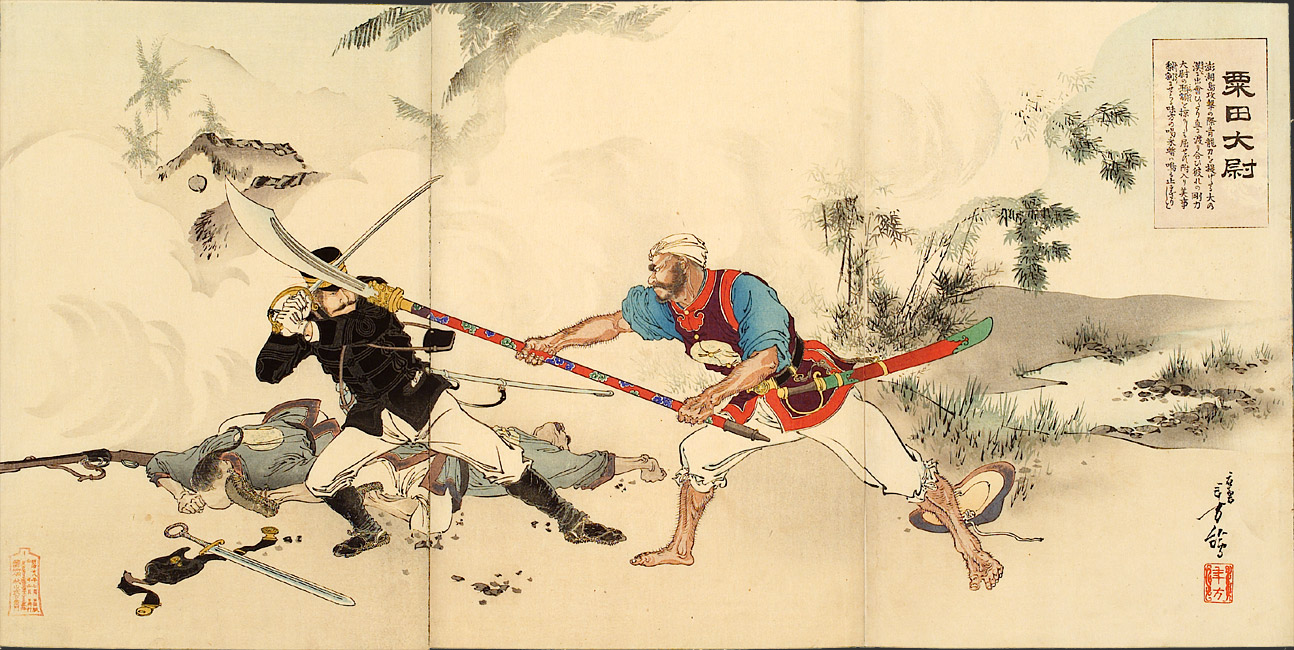
Ein japanischer Soldat im Kampf mit einem taiwanischen Soldaten in einer zeitgenössischen japanischen Darstellung

Japanische Armeeeinheiten machten sich danach daran, den Rest der Insel zu besetzen. In dieser Phase der Invasion trafen sie vorwiegend auf den Widerstand paramilitärischer Gruppen, die im Gegensatz zu den regulären Truppen der Republik Formosa vorwiegend aus Taiwanern bestanden. Die Japaner bewegten sich südwärts von Taipeh aus in Richtung Hsinchu. Unterwegs kam es zu Gefechten mit formosanischen Verbänden, die sie jedoch jeweils rasch für sich entscheiden konnte. Nach der Ankunft in Hsinchu machten sich die Japaner sofort an die Eroberung der Stadt. Obwohl diese von Wällen umgeben war und von einer zahlenmäßig weit überlegenen Garnison verteidigt wurde, konnten die Angreifer die Stadt innert kurzer Zeit und praktisch ohne Gewaltanwendung einnehmen. Als die Japaner die Mauern mithilfe von Leitern erklommen, brach unter den formosanischen Verteidigern Panik aus, sodass sie ihre Waffen und Uniformen ablegten und sich als Zivilisten ausgaben. Um den Nachschub nach Hsinchu zu sichern, entsandten die japanischen Besatzer der Stadt einen Teil ihrer Truppen zurück nach Taipeh. Die Formosaner nutzten diese Situation und griffen die Stadt am 24. Juni an, konnten sie jedoch nicht zurückerobern. Auch zwei weitere Angriffe in den folgenden Tagen blieben erfolglos. In den Wochen danach versuchten die Formosaner mithilfe von Guerilla-Taktiken, die Japaner zu besiegen. Sie konnten kleine japanische Trupps, wie etwa Versorgungskonvois, aus dem Hinterhalt angreifen, indem sie sich als Zivilisten kleideten, um möglichst lange unerkannt zu bleiben. Wenn der Kampf vorbei war, zogen sie sich jeweils rasch zurück. Am 11. Juli scheiterte ein weiterer formosanischer Angriff auf Hsinchu. Um diesen Angriffen Einhalt zu gebieten, schickten die Japaner am 12. Juli eine große Abteilung ihrer Armee aus Taipeh zum Dorf Long-Tampo (chin. 隆恩埔 Longenpu, im heutigen Sanxia), wo sie sich mit weiteren japanischen Verbänden traf. Long-Tampo sowie mehrere umliegende Dörfer wurden in den folgenden Tagen von den Japanern eingenommen. Diese Niederlagen konnten die Formosaner jedoch nicht zum Aufgeben bewegen. Sie überfielen weiterhin kleine japanische Verbände. Also fuhren auch die Japaner mit ihrer Taktik fort und eroberten weitere Dörfer in der Region um Hsinchu. In der Hoffnung, eine große Zahl formosanischer Kämpfer auf einmal ausschalten zu können, rückten sie von drei Seiten auf die Ortschaft Sankakeng zwischen Taipeh und Hsinchu vor. Sie eroberten auch dieses Dorf am 23. Juli, mussten jedoch einige Verluste hinnehmen. Bis Ende Juli nahmen die Japaner weitere Dörfer südlich von Taipeh ein, um den Überfällen auf ihre Truppen ein Ende zu setzen. Nachdem das Gebiet um die Hauptstadt gesichert war, konnten sich die Japaner dem weiteren Vorstoß Richtung Süden widmen. Am 6. August verließen ca. 2000 japanische Soldaten Xinpu, nordwestlich von Hsinchu. Die Truppe teilte sich in drei Teile auf, um das Gebiet zwischen der Küste im Westen und dem taiwanischen Zentralgebirge im Osten möglichst flächendeckend erobern zu können. Die einzelnen Gruppen rückten nach Süden vor und nahmen jedes Dorf auf ihrem Weg ein. In den Hügeln von Senpitsu-San (chin. 尖筆山 Jianbishan) trafen sie wieder aufeinander, um die dortigen formosanischen Befestigungen zu stürmen. Obwohl die Formosaner durch das Gelände und ihre Befestigungen einen klaren Vorteil hatten, verließen sie ihre Posten am 9. August, als sich die Japaner den Mauern näherten. Die Formosaner wurden weiter nach Süden zurückgedrängt, bis sie sich in Miaoli verschanzen konnten, wo sie Verstärkungen aus dem Süden erhielten. Zwischen dem 10. und dem 13. August bauten die Japaner ihr Lager vor Miaoli auf, erhielten Nachschub aus dem Norden und eroberten mehrere formosanische Stellungen rund um die Stadt. Diese Aktionen müssen die Besatzung von Miaoli eingeschüchtert haben, denn als die Japaner am 14. August die Stadt betraten, waren die Verteidiger bereits weiter nach Süden geflohen.

### Eroberung von Changhua

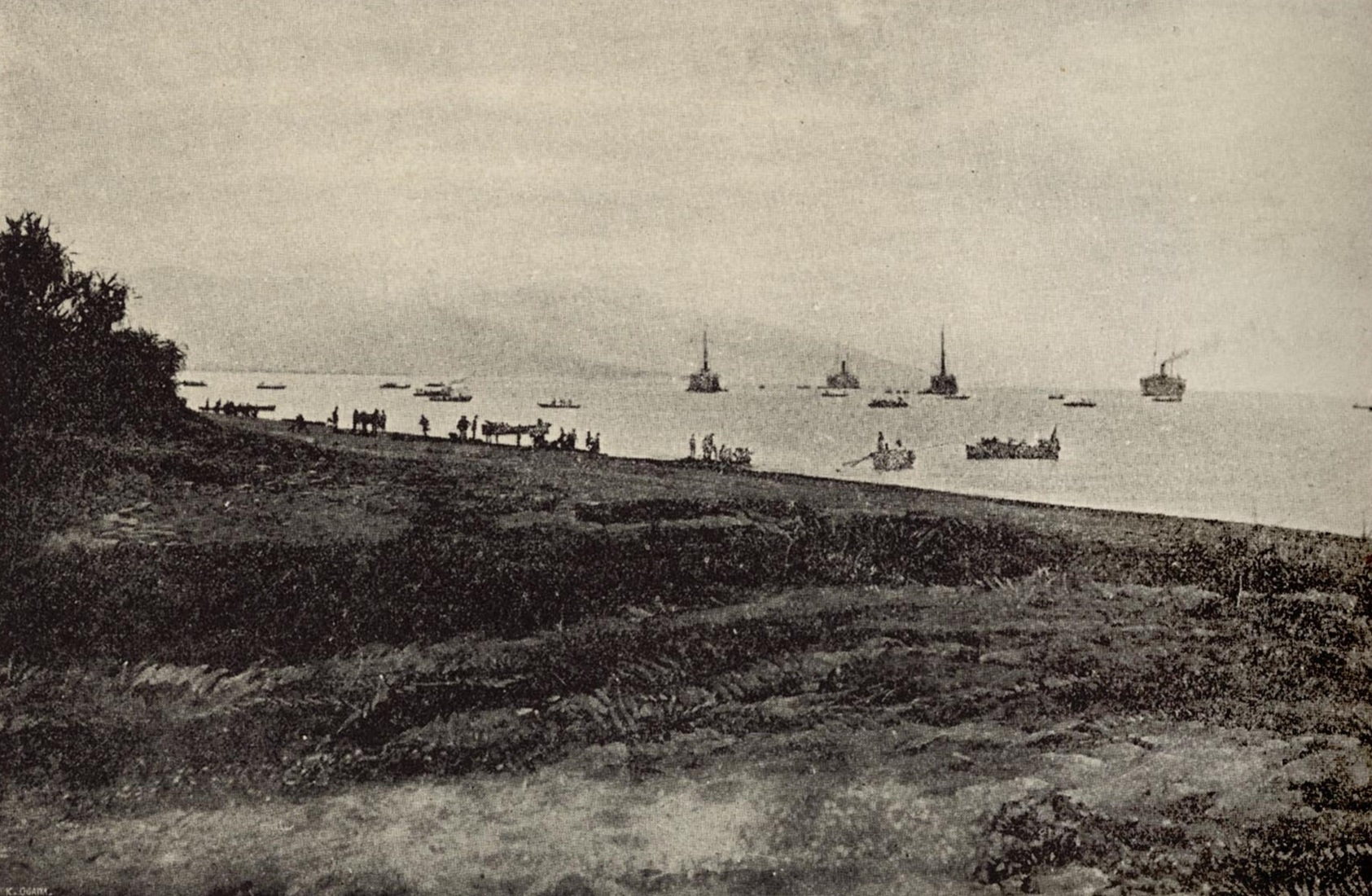
Japanische Truppen landen am 11. Oktober 1895 in Fangliao.

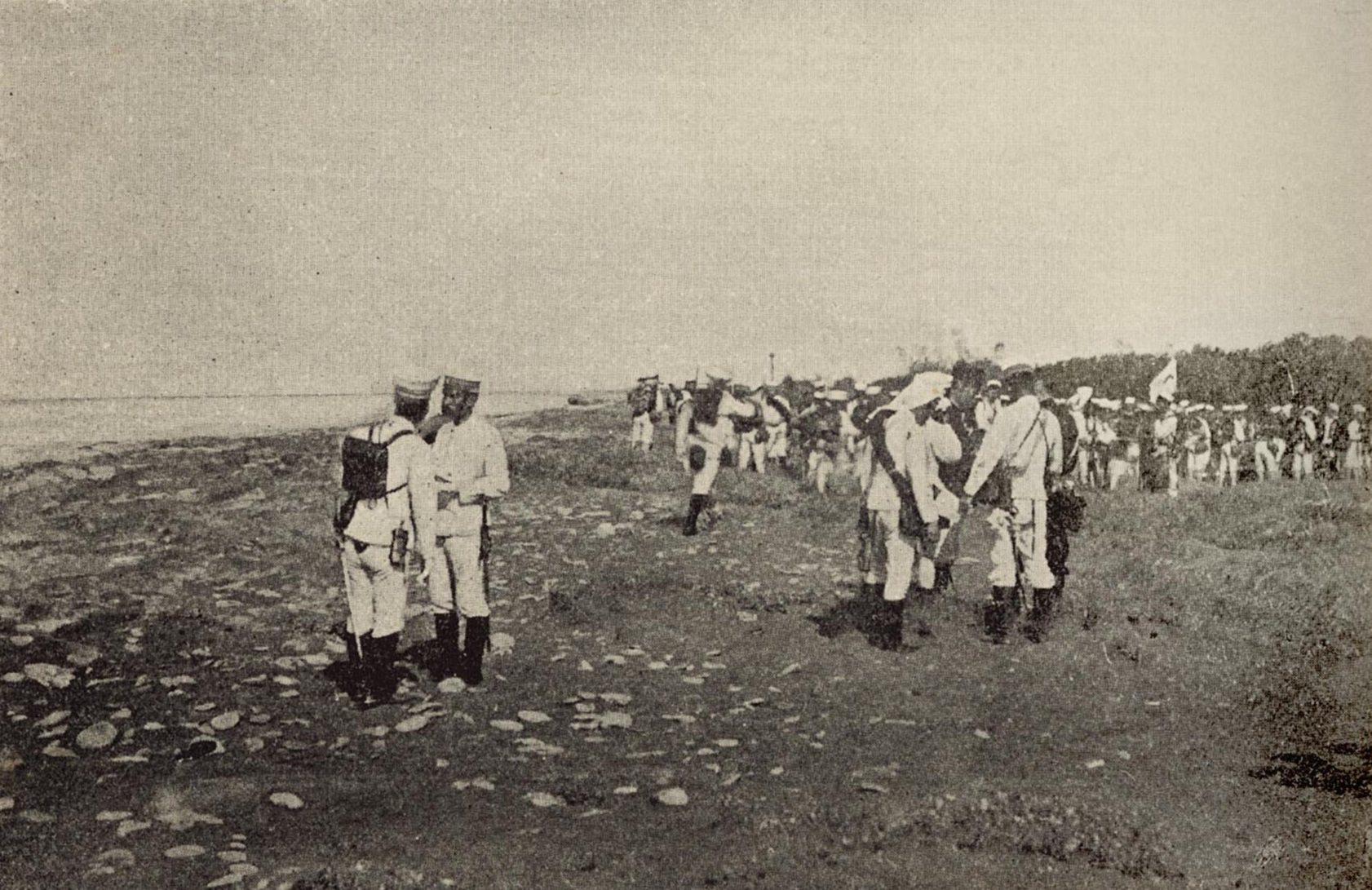
Japanische Soldaten des 4. Infanterieregiments landen in Fangliao.

Das nächste größere militärische Ziel der Japaner auf der Route nach Süden war Changhua, wo die Formosaner ihre Truppen versammelt gehabt haben sollten. Die Japaner erwarteten die entscheidende Schlacht. Am 24. August besetzten sie das Dorf Koloton (chin. 葫蘆墩 Huludun, heute Fengyuan) und stießen am nächsten Tag weiter vor in Richtung des Flusses Toa-to-kei (chin. 大肚溪 Daduxi), nördlich von Changhua gelegen, wo ihnen im Dorf Tokabio (東堡 Dongbao) Rebellen auflauerten. Den Japanern gelang es, das Dorf am Morgen des 26. August zu räumen und noch am selben Abend rückten sie zum Toa-to-kei vor und trafen Vorbereitungen, um die formosanischen Positionen um Changhua anzugreifen. In derselben Nacht überquerten sie den Fluss und in der Morgendämmerung führten sie eine Überraschungsattacke auf Changhua aus und besetzten die Stadt. Diese Schlacht wird als Schlacht von Baguashan bezeichnet. Sie war die größte offene Schlacht, die je auf taiwanischem Boden gekämpft wurde und auch das entscheidende Gefecht der Invasion. Der japanische Sieg brachte das Ende des organisierten Widerstands im zentralen Taiwan. Die anschließenden weiteren Gefechte vertagten die endgültige Niederlage der Formosaner bloß.
Im September konsolidierten die Japaner ihre Positionen um Changhua und erwarteten die Ankunft von Verstärkung aus Japan, die Anfang Oktober eintreffen sollte. Dabei wurden die japanischen Streitkräfte durch eine Malariaepidemie stark dezimiert. Die einzige signifikante militärische Aktion im zentralen Taiwan in den Wochen, die auf die japanische Eroberung von Changhua folgten, waren einige Gefechte, die im frühen September in Yunlin stattfanden. Am 3. September griffen Rebellen eine kleine japanische Garnison im Dorf Toapona, südlich von Changhua an. Es kam japanische Verstärkung und die Rebellen wurden besiegt und zogen sich nach Yunlin zurück. Eine japanische Infanteriekompanie, die sich in der Umgebung aufhielt, griff die sich zurückziehenden Rebellen an und verfolgte sie am Abend des 3. Septembers bis zur Stadt Talibu (chin. 他里霧 Taliwu, heute Dounan, Landkreis Yunlin), die sie auch auskundschafteten. Zwei Tage später, in der Nacht des 5. September, kehrten die Japaner zurück und führten eine Überraschungsattacke auf Talibu aus. Die formosanische Garnison flüchtete in Verwirrung und am frühen Morgen des 6. September wurde Talibu von den Japanern besetzt.
In der zweiten Oktoberwoche rückten die Japaner in Richtung Tainan vor, wo sich Liu Yongfu mit dem Rest der regulären Truppen der Republik verschanzt hatte. Die Ankunft von Verstärkung erlaubte es ihnen, sich Tainan aus drei Richtungen gleichzeitig zu nähern. Am 10. Oktober segelten zwei Einheiten von den Penghu-Inseln aus los. Die kleinere landete in Po-te-chui (heute Budai, Chiayi), 45 km nördlich von Tainan. Die größere Einheit landete in Pang-liau (Fangliao), 40 km südlich von Takao (heute Kaohsiung) und südlich von Tainan. Ihr erstes Ziel war es, den Hafen von Takao zu erobern. Währenddessen erhielt die Division der Imperialen Garde, die sich noch in Changhua aufhielt, den Befehl, weiter nach Tainan vorzudringen. Die Division, einst 12.000 Mann stark, als sie in Taiwan Ende Mai gelandet war, war so dezimiert durch Krankheiten, dass jetzt mit Schwierigkeiten noch etwa 7.000 Soldaten gestellt werden konnten. Trotzdem waren die Japaner jetzt zahlreich genug, um die Kampagne zu beenden. Etwa 20.000 japanische Soldaten würden Tainan nun gleichzeitig umzingeln, vom Norden, Nordosten und vom Süden her. Obwohl es Liu Yongfu wahrscheinlich möglich gewesen wäre, eine größere Truppe zu stellen, waren die Chinesen und Formosaner nur in der Lage, ihre Niederlage hinauszuzögern und hatten kaum Hoffnung, das japanische Vorrücken nach Tainan aufzuhalten.

### Eroberung von Yunlin und Chiayi
Am 3. Oktober begann die Division der Imperialen Garde ihren Marsch südlich von Changhua aus. Am 6. Oktober besiegten sie eine Truppe von 3.000 Rebellen in Talibu. Am 7. Oktober kämpfte die Division gegen Rebellen in Yunlin und konnte diese von einigen befestigten Positionen vertreiben. Am 9. Oktober kämpfte die Division die zweitgrößte Schlacht der Kampagne, die Schlacht von Chiayi, um die befestigte Stadt Chiayi zu stürmen, wo sich Rebellen aufhielten. Nach einer ersten Bombardierung mit ihrer Bergartillerie konnten die Japaner die Mauern erklimmen und in die Stadt eindringen und die Rebellen besiegen. Die Division erhielt den Befehl, in Chiayi zu warten, bis Prinz Fushimis nördliche Expedition in Pa-te-chui an Land ging. Entmutigt über die Nachricht vom Fall von Chiayi bot Liu Yungfu am 10. Oktober den Japanern die bedingte Kapitulation an. Er verlangte, dass kein Formosaner bestraft werden würde dafür, dass er die Waffen gegen die Japaner erhoben habe und dass alle chinesischen Soldaten, die noch in Taiwan waren, gastfreundlich behandelt und nach Guangzhou oder Xiamen zurückgeschickt werden sollten. Für die Japaner kam jedoch nur bedingungslose Kapitulation in Frage.

### Japanischer Sieg in Shau-lan
Die anderen zwei japanischen Kolonnen markierten ihre Präsenz. Prinz Fushimis nördliche Kolonne, die die 5. und 17. Infanterieregimente beinhaltete, landete in Pa-te-chui am 10. Oktober. Die Division kämpfte mehrere zügige Gefechte während ihres Vorstoßes nach Süden. Diese beinhalteten einen Kampf in Kaw-wah-tau am 12. Oktober, in welcher die japanischen Verluste gering waren, und ein Gefecht in der Nähe von Kiu-sui-kei (急水溪, Fluss Jishui) am 16. Oktober. Am 18. Oktober besiegte das 5. Infanterieregiment, unterstützt von einer Artilleriebatterie und einer Kavallerietruppe, die Rebellen in Ongo-ya-toi. Am gleichen Tag traf das 17. Regiment auf Formosaner in Tion-sha und fügte ihnen eine große Niederlage zu. Währenddessen verdrängte die Vorhut der Brigade Rebellentruppen mit 4.000 Männern vom Dorf Mao-tau, südlich des Flusses So-bung-go, erlitt dabei jedoch relativ hohe Verluste. Am 19. Oktober fand ein Gefecht um das befestigte Dorf Shau-lan (蕭壠 Xiaolong, heute Jiali) statt. Das 17. Regiment lockte 3.000 Rebellen in eine Falle und bescherte ihnen große Verluste. Etwa tausend Tote wurden auf formosanischer Seite gezählt.

### Eroberung von Takao und Kapitulation von Tainan

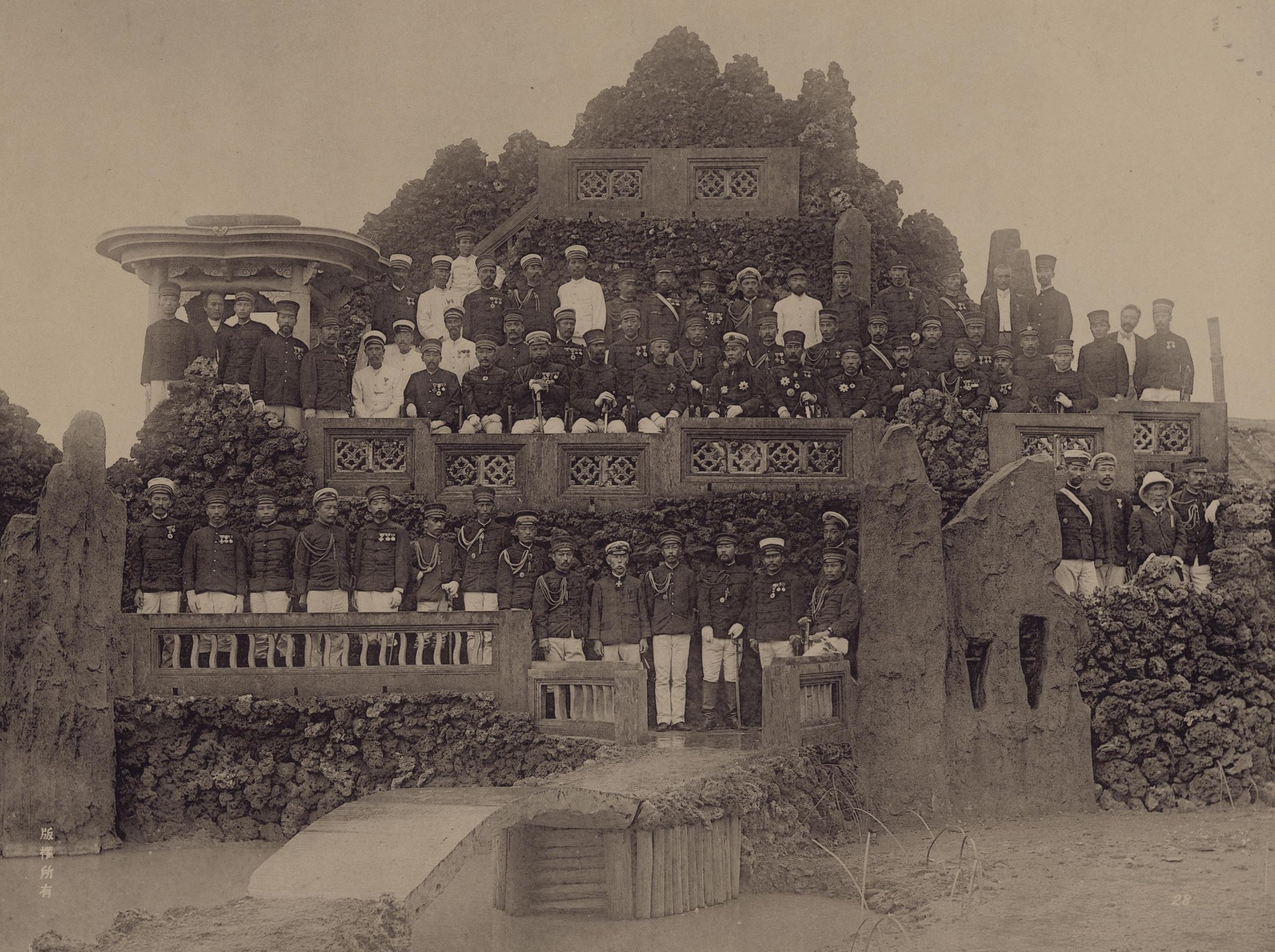
Prinz Fushimi Sadanaru und japanische Offiziere bei einem Besuch im Haus des Generalgouverneurs (ehemals chinesisches Verwaltungsbüro) in Taipeh, 30. September 1895

Generalleutnant Nogis südliche Kolonne landete am 10. Oktober in Fangliao und griff am folgenden Tag eine Truppe formosanischer Milizionäre in Ka-tong-ka (heute Jiadong) an. Diese Schlacht brachte einen japanischen Sieg, aber auch deren größte Opferzahl. Am 15. Oktober rückte Nogis Kolonne in den Hafen von Takao vor, stellte dort jedoch fest, dass die japanische Marine ihnen zuvorgekommen war. Zwei Tage zuvor, am 13. Oktober, waren die Festungen von Takao durch die Japaner bombardiert worden und Seestreitkräfte waren an Land gegangen, um die Stadt zu besetzen. Am 16. Oktober erfolgte die Eroberung von Pithau. Am 20. Oktober wurde das Dorf Ji-chang-hang eingenommen, das sich einige Kilometer im Süden von Tainan befand. In der Nacht desselben Tages boten die chinesischen Unterhändler ihre bedingungslose Kapitulation an. Alle drei japanischen Kolonnen waren jetzt in unmittelbarer Nähe von Tainan. Als Liu Yungfu realisierte, dass der Krieg verloren war, verkleidete er sich als Kuli und floh am 20. Oktober nach Amoy (Xiamen) auf Chinas Festland. Tainan kapitulierte am 21. Oktober. Die Kapitulation bedeutete das Ende der Republik Formosa und läutete die Ära der japanischen Kolonialherrschaft in Taiwan ein, die bis 1945 anhalten sollte. Die letzten formosanischen Milizen wurden am 26. November in der Schlacht von Changhsing (chin. 長興 Changxing, im Norden des Landkreises Pingtung) besiegt, die in Taiwan gemeinhin als „Schlacht des brennenden Dorfes“ bekannt ist. Japanische Truppen setzten das Dorf Changhsing in Brand und stürmten es, entgegen dem erbitterten Widerstand von Kämpfern der Hakka-Miliz und bewaffneten Dorfbewohnern unter dem Kommando von Chiu Feng-yang.
Durch die Invasion Taiwans setzte Japan seinen Anspruch auf Taiwan und die Penghu-Inseln, der bereits durch den Vertrag von Shomonoseki geregelt worden war, militärisch durch. Bewaffnete Aufstände gegen die japanische Herrschaft flammten jedoch an verschiedenen Stellen der Insel bis 1915 immer wieder auf.